# (27693) 1981 EG34
A (27693) 1981 EG34 a Naprendszer kisbolygóövében található aszteroida. Schelte J. Bus fedezte fel 1981. március 1-jén.